# بلنفتخیم
بلنفتخیم (روسی: Belneftekhim) شرکت صنایع پتروشیمی بلاروس است، که در سال ۱۹۹۷ تأسیس شد.